# مارك أوفرمارس (عالم حواسيب)
ماركوس هيندريك «مارك» أوفرمارس (بالهولندية: Mark Overmars)‏ (19 سبتمبر 1958، زايست، هولندا) هو عالم حواسيب وروبوتات هولندي كما أنه يدرس برمجة الألعاب، حيث أنه معروف بمحرك اللعبة التي طوره: جيم ميكر.
تحصل مارك على الدكتورا سنة 1983.